# Veverská Bítýška
Veverská Bítýška (en allemand : Eichhorn Bittischka) est une ville du district de Brno-Campagne, dans la région de Moravie-du-Sud, en République tchèque. Sa population s'élevait à 3 526 habitants en 2024.

## Géographie
Veverská Bítýška est arrosée par la Svratka et se trouve à 8 km à l'est-sud-est de Kuřim, à 16 km au nord-ouest de Brno et à 170 km au sud-est de Prague.

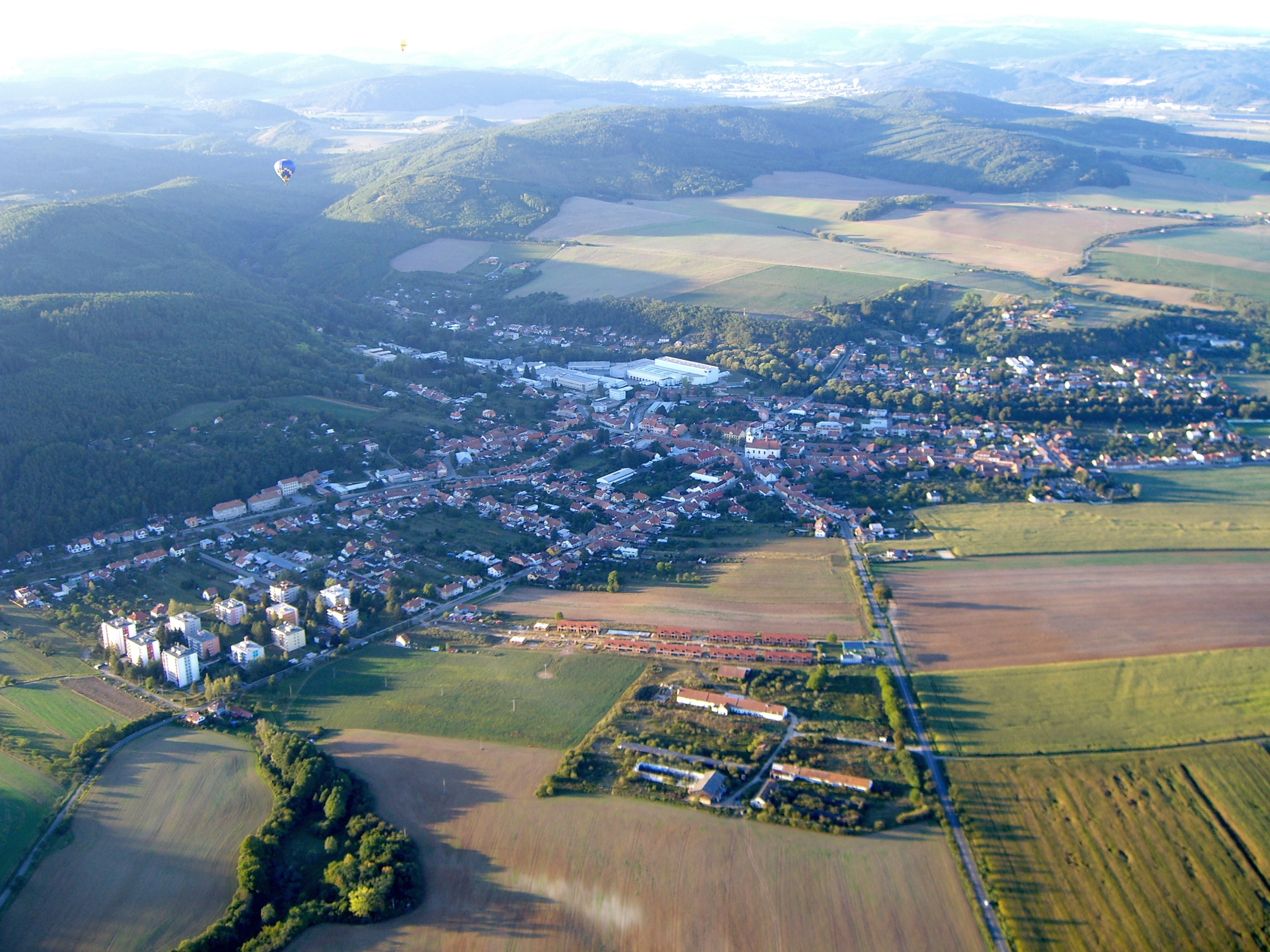
Veverská Bítýška : vue aérienne.

La commune est limitée par Sentice et Chudčice au nord, par Brno à l'est, par Hvozdec au sud, et par Javůrek et Lažánky à l'ouest.

## Histoire
La première mention écrite de la localité date de 1213. Veverská Bítýška a accédé au statut de ville le 27 août 2018.

## Transports
Par la route, Veverská Bítýška se trouve à 10 km de Kuřim, à 23 km de Brno et à 199 km de Prague.